# Domowina
Domowina (Pàtria) és una entitat política i cultural de Lusàcia creada el 1912 i refundada el 1945 per Pawoł Nedo i Jan Cyž, que ha exercit d'aglutinador i com a factor de normalització. Els òrgans de govern són el Hłowna zhromadźizna (Consell General) i Zwjazkowe předsydstwo (Oficina federal). Darrerament s'ha atribuït paper d'editor de llibres i publicacions en sòrab, de manera que el 1987 s'editaven 2.000 llibres en la seva llengua.
Forma part de la Unió Federalista de les Comunitats Ètniques Europees (UFCEE), juntament amb 44 organitzacions ètniques més i partits com el Südtiroler Volkspartei del Tirol del Sud i la Slovenska Skupnost d'Itàlia.